# 王汉 (外交官)
王汉（英語：Scott Walker），美國外交官，現任美國駐上海總領事。

## 經歷
王漢擁有加利福尼亞大學聖克魯斯分校本科學位和舊金山州立大學碩士學位。
曾任美國國務院韓國和蒙古國事務處主任。2018年至2021年間任美國駐華大使館新聞發言人。歷任美國國務院韓國事務處的大韓民國部門負責人、美國駐多倫多總領館公共事務官員、美國駐上海總領館新聞官、駐韓國事務處公共政策官員以及國會山皮爾遜研究機構成員。
2023年8月起，擔任美國駐上海總領事。